# 加巴
加巴（法語：Gabat）是法国比利牛斯-大西洋省的一个市镇，位于该省中北部，属于巴约讷区。该市镇总面积8.31平方公里，2009年时的人口为210人。

## 人口
加巴人口变化图示